# Kristers Zvagulis
Kristers Zvagulis (* 6. července 2004 Liepāja) je lotyšský lední hokejista hrající na pozici útočníka.

## Život
S hokejem začínal ve svém rodném městě, v tamním klubu Metalurg. Za něj v sezóně 2017/2018 nastupoval za výběr šestnáctiletých hráčů a o rok později (2018/2019) za tým hráčů do sedmnácti let. Před sezónou 2019/2020 odešel do Dánska, kde hrál za výběr do sedmnácti let i za juniory klubu Odense IK a k pěti zápasům nastoupil rovněž za jeho mužský tým. Obdobná situace, kdy hrál za týmy do sedmnácti i do dvaceti let a též za muže Odense se opakovala ještě po následující dva ročníky, tedy 2020/2021 a 2021/2022.
Poté odešel do České republiky a stal se hráčem juniorského výběru Mladé Boleslavi. V další sezóně (2023/2024) své působení v mladoboleslavském klubu rozšířil, když nenastupoval pouze za jeho juniory, ale rovněž za tamní mužský výběr a k jednomu utkání byl zapůjčen do pražské Slavie. Mezi muži Mladé Boleslavi prvně nastoupil 19. prosince 2023 do utkání ve Vítkovicích, které jeho klub prohrál s Riderou v poměru 0:2. Pro ročník 2024/2025 je sice stále kmenovým hráčem mladoboleslavského celku, nicméně se na sezónu připravoval připravoval se Slavií, avšak středočeský klub si Zvagulise může kdykoliv v případě potřeby stáhnout zpět.